# Robert Abela
Robert Abela, malteški politik in pravnik, * 7. december 1977 .
Abela je aktualni predsednik vlade Malte. Položaj je prevzel po odstopu Josepha Muscata z mesta predsednika vlade zaradi afere umora novinarke Daphne Caruana Galizia.